# ニコラス・クラッペンバッチ
ニコラス・クラッペンバッチ（Nicolás Klappenbach、1982年3月25日 - ）は、ウルグアイのラグビーユニオン選手。

## プロフィール
- ウルグアイ・モンテビデオ出身[1]。
- ポジションはフッカー(HO)。
- 身長 178cm、体重 97kg
- ウルグアイ代表キャップは48（2025年4月現在）でラグビーワールドカップ2015のウルグアイ代表に選ばれた[2]。

## 略歴
2010年、チャンパグナットに加入。